# 알렌 시모냔

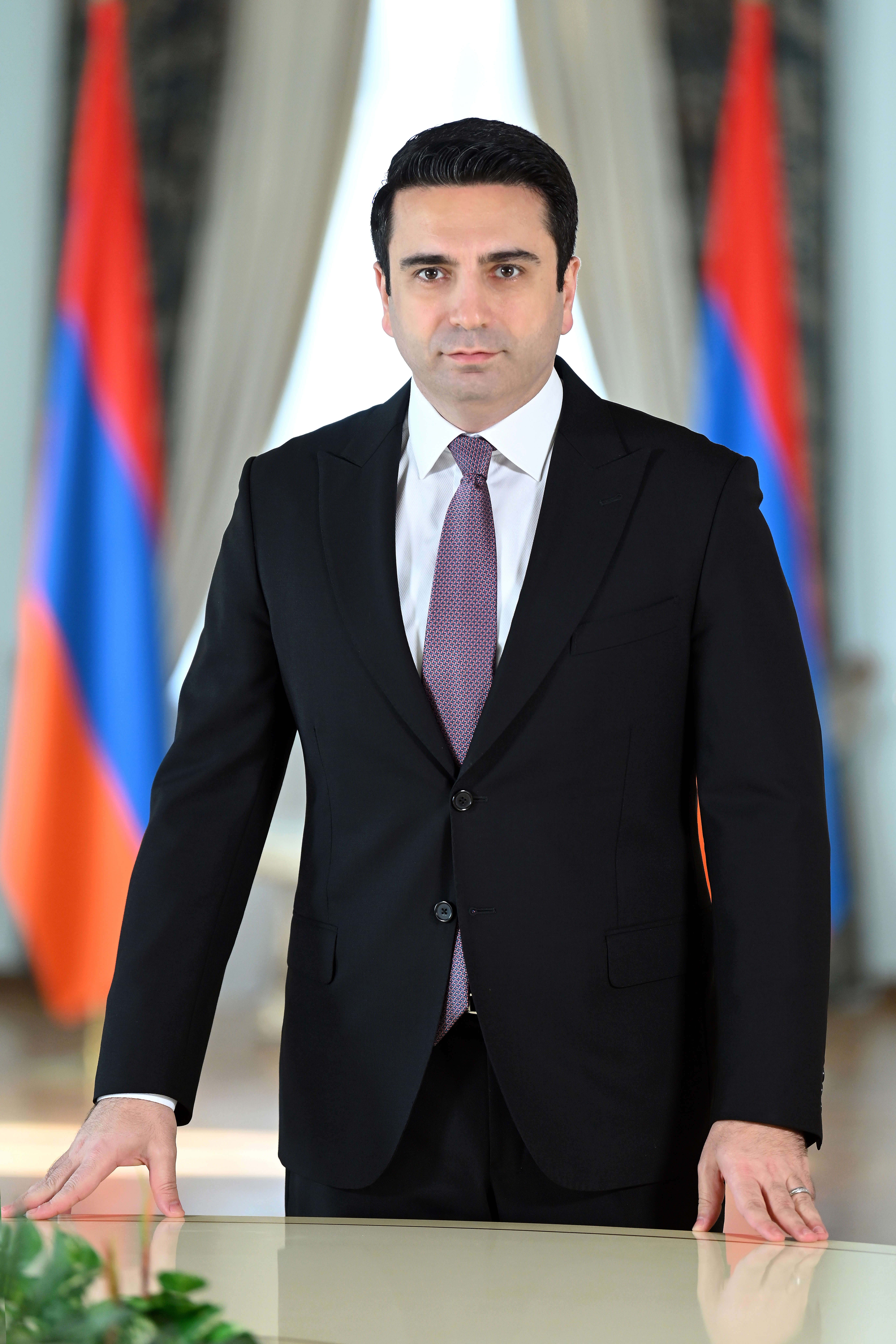
알렌 시모냔

알렌 로베르티 시모냔(아르메니아어: Ալեն Ռոբերտի Սիմոնյան, 1980년 1월 5일~)은 아르메니아의 정치인이다. 2022년 2월부터 3월까지 아르메니아 대통령 권한대행직을 수행했다. 시모냔은 아르메니아 국민의회 의장과 예레반 시의회 의원으로 재직한 바 있다.